# Bruno Piano
Bruno Nicolás Piano Rosewarne (Montevideo, 4 aprile 1977) è un ex calciatore uruguaiano, di ruolo difensore.